# Ізюмська сільська рада
І́зюмська сільська́ ра́да — адміністративно-територіальна одиниця та орган місцевого самоврядування в Борівському районі Харківської області. Адміністративний центр — село Ізюмське.

## Загальні відомості
- Ізюмська сільська рада утворена в 1971 році.
- Територія ради: 103,138 км²
- Населення ради: 1 286 осіб (станом на 2001 рік)
- Територією ради протікають річки Карачаєва, Нетриус.

## Населені пункти
Сільській раді були підпорядковані населені пункти:
- с. Ізюмське
- с. Андріївка
- с. Глущенкове
- с. Дружелюбівка
- с. Новий Мир
- с. Ольгівка
- с. Червоний Став

### Колишні населені пункти
- Красноярське
- Красний Гай

## Склад ради
Рада складалася з 16 депутатів та голови.
- Голова ради: Шафран Станіслав Григорович
- Секретар ради: Сахнюк Наталія Володимирівна

### Керівний склад попередніх скликань
| Прізвище, ім'я, по батькові | Основні відомості                                                                                  | Дата обрання | Дата звільнення |
| --------------------------- | -------------------------------------------------------------------------------------------------- | ------------ | --------------- |
| Глюздін Ольга Іллівна       | Сільський голова, 1957 року народження                                                             | 26.03.2006   | 31.10.2010      |
| Шафран Станіслав Григорович | Сільський голова, 1955 року народження, освіта вища, член Всеукраїнського об'єднання «Батьківщина» | 31.10.2010   |                 |

Примітка: таблиця складена за даними сайту Верховної Ради України

### Депутати
За результатами місцевих виборів 2010 року депутатами ради стали:

#### За суб'єктами висування
| Суб'єкт висування                                       | Кількість обраних депутатів | %    |
| ------------------------------------------------------- | --------------------------- | ---- |
| Партія регіонів                                         | 9                           | 56,3 |
| Самовисування                                           | 3                           | 18,8 |
| Політична партія Всеукраїнське об'єднання «Батьківщина» | 2                           | 12,5 |
| Політична партія «Сильна Україна»                       | 2                           | 12,5 |

#### За округами
| № округу                                                | Прізвище, ім'я, по батькові   | Дата визнання обраним | Освіта  | Партійна приналежність                        | Відомості про обраного депутата                                 |
| ------------------------------------------------------- | ----------------------------- | --------------------- | ------- | --------------------------------------------- | --------------------------------------------------------------- |
| Партія регіонів                                         |                               |                       |         |                                               |                                                                 |
| 3                                                       | Корх Віктор Миколайович       | 04.11.2010            | середня | член Партії регіонів                          | тимчасово не працює                                             |
| 5                                                       | Шестопалов Леонід Миколайович | 04.11.2010            | вища    | член Партії регіонів                          | пенсіонер                                                       |
| 7                                                       | Яцків Світлана Григорівна     | 04.11.2010            | середня | член Партії регіонів                          | ПП «Репко Віра Миколаївна», продавець                           |
| 10                                                      | Карпенко Наталя Петрівна      | 04.11.2010            | середня | член Партії регіонів                          | приватний підприємець                                           |
| 11                                                      | Гонтар Володимир Єгорович     | 04.11.2010            | середня | член Партії регіонів                          | тимчасово не працює                                             |
| 12                                                      | Голоха Віктор Іванович        | 04.11.2010            | середня | член Партії регіонів                          | тимчасово не працює                                             |
| 13                                                      | Максименко Віктор Єгорович    | 04.11.2010            | вища    | член Партії регіонів                          | Дружелюбівська загальноосвітня школа, вчитель фізичної культури |
| 15                                                      | Жалдаков Володимир Петрович   | 04.11.2010            | середня | член Партії регіонів                          | тимчасово не працює                                             |
| 16                                                      | Сердюк Микола Васильович      | 04.11.2010            | вища    | член Партії регіонів                          | фермерське господарство «Зодіак», голова                        |
| Політична партія Всеукраїнське об'єднання «Батьківщина» |                               |                       |         |                                               |                                                                 |
| 1                                                       | Циганко Олена Євгенівна       | 04.11.2010            | вища    | член Всеукраїнського об'єднання «Батьківщина» | Ізюмський ощадбанк, касир                                       |
| 6                                                       | Боровик Оксана Юріївна        | 04.11.2010            | вища    | член Всеукраїнського об'єднання «Батьківщина» | Ізюмська сільська рада, спеціаліст-землевпорядник               |
| Політична партія «Сильна Україна»                       |                               |                       |         |                                               |                                                                 |
| 8                                                       | Шевченко Ольга Миколаївна     | 04.11.2010            | вища    | позапартійна                                  | Ізюмська сільська рада, головний бухгалтер                      |
| 9                                                       | Сахнюк Наталя Володимирівна   | 04.11.2010            | середня | позапартійна                                  | Ізюмська сільська рада, секретар                                |
| Самовисування                                           |                               |                       |         |                                               |                                                                 |
| 2                                                       | Бородіна Вікторія Леонідівна  | 04.11.2010            | середня | позапартійна                                  | Ізюмський сільський клуб, техпрацівниця                         |
| 4                                                       | Тарасова Алла Олексіївна      | 04.11.2010            | середня | позапартійна                                  | тимчасово не працює                                             |
| 14                                                      | Давидюк Олександр Вікторович  | 04.11.2010            | середня | позапартійний                                 | Борівська тепломережа, оператор газової котельні                |